# Station Jørstad
Station Jørstad is een spoorwegstation in Jørstad in de  Noorse gemeente Snåsa. Het station dateert uit 1926  toen Nordlandsbanen werd geopend tot aan Snåsa.